# Авраам Ґотлоб Вернер
Авраа́м Ґо́тлоб Ве́рнер (нім. Abraham Gottlob Werner; 1749 — 1817) — німецький геолог, професор мінералогії Фрайбурзької гірничої академії в Саксонії.
Завдяки видатним педагогічним здібностям, Вернер істотно вплинув на розвиток мінералогії і геології свого часу. У виданій ним книзі «Про зовнішні ознаки викопних» (1774) він виклав основи класифікації мінералів за зовнішніми ознаками, а в «Каталозі мінералогічної колекції Пабст фон Огаїн» ввів значну кількість назв мінералів, які вживаються і зараз.

## Життєпис
Вернер народився у сім'ї інспектора металургійних комбінатів Графліх-Солмс у Вехрау та Лоренцдорфі, Авраама Девіда Вернера. Вступив до гірничої академії Фрайберга в 1769 році. З 1771 року він вивчав право та пізніше природничі науки в Лейпцизькому університеті, тимчасово був студентом Йоганна Карла Гелера (1732—1796).
У 1775 році мінералог Карл Євгеній Пабст фон Охайн запросив його інспектором та викладачем мінералогії у Фрайберзьку академію, де він працював усе життя. Вернер приваблював студентів з усієї Європи і навіть з Америки. Серед студентів Вернера відомі імена, такі як Олександр фон Гумбольдт, Франц фон Баадер, Леопольд фон Бух, палеоботанік Ернст Фрідріх фон Шлотхайм, Фрідріх Мос, Жан Франсуа д'Обюассон де Воайнс, Андре Брошер де Вільє, Йоганн фон Шарпентьє, Джордж Беллас Грінхоф, Йоганн Карл Вільгельм Войгт, який став його найбільшим противником як критик нептунізму, і Роберт Джеймсон, який заснував Вернеріанське товариство в Единбурзі у 1808 році. Вернер розробив мінералогію як спеціальність, окрему від гірничої справи, і вперше читав лекції з геогнозії як науки про фізичну та мінералогічну природу Землі в цілому.
Авраам Готлоб Вернер також розробив одну з перших систематизованих класифікацій мінералів (сьогодні більше не використовується). Окрім корисних копалин згідно з сьогоднішнім визначенням, вони також включали ґрунти, гірські породи та органічні природні продукти, віднесені до мінерального царства. Однак його теорія номерних знаків та описи мінералів вважаються класичними. Вернер також розробив власну кольорову номенклатуру, використовуючи для кольорів приклади з флори, фауни та мінералів. Ця номенклатура була опублікована в 1814 р. Шотландським живописцем Патріком Саймом з його доповненнями як «Номенклатура кольорів Вернера».
У 1787/88 рр. Вернер прийшов до думки, що походження утворення гірських порід та корисних копалин та зміну земної поверхні слід шукати у воді та заснував так званий нептунізм: усі породи формувалися отже, одна за одною в океані, створеному потопом; спочатку магматичні, потім метаморфічні породи, потім осадові гірські породи та нарешті поверхневі осади. Він також пояснив утворення магматичних гірських порід, таких як базальт та їх форму призми, як свідчення кристалізації у воді. Зауважимо, що в часи Вернера мала місце дискусія щодо осадового або вулканічного походження базальту.
Виникнення вулканів пояснювалося ним в 1789 році горінням потужних покладів кам'яного вугілля.
Вернер помер у Дрездені в 1817 році і був похований на зеленому кладовищі Сен-Марієн у Фрайберзі.

## Праці
- Von den äusserlichen Kennzeichen der Fossilien, Leipzig 1774 (Digitalisat [Архівовано 19 лютого 2020 у Wayback Machine.]) (Digitalisat, pdf 15.2 MB [Архівовано 5 травня 2014 у Wayback Machine.])
- Kurze Klassifikation und Beschreibung der verschiedenen Gebirgsarten, Dresden 1787 (Digitalisat, pdf 16.7 MB [Архівовано 13 квітня 2016 у Wayback Machine.]; Digitalisat und Volltext // Німецький текстовий архів)
- Bekanntmachung einer von ihm am Scheibenberger Huegel über die Entstehung des Basaltes gemachten Entdeckung, Freiberg 1788 (Digitalisat)
- Von den verschiedenen Graden der Festigkeit des Gesteins, als dem Hauptgrunde der Hauptverschiedenheiten der Häuerarbeiten, Freiberg 1788
- Versuch einer Erklärung der Entstehung der Vulkanen durch die Entzündung mächtiger Steinkohlenschichten, als ein Beytrag zu der Naturgeschichte des Basaltes, Zürich 1789 (Digitalisat)
- Neue Theorie von der Entstehung der Gänge mit Anwendung auf den Bergbau besonders den freibergischen, Freiberg 1791 (Digitalisat google book [Архівовано 18 квітня 2014 у Wayback Machine.]), (Digitalisat ETH [Архівовано 14 квітня 2016 у Wayback Machine.])
- Ausführliches und systematisches Verzeichnis des Mineralien-Kabinets des weiland kurfürstlich sächsischen Berghauptmans Herrn Karl Eugen Pabst von Ohain, der Leipziger und St. Petersburger ökonomischen Gesellschaft Mitgliede, und der königlich sardinischen Gesellschaft der Wissenschaften zu Tur, Freiberg/Annaberg 1791 (Digitalisat)
- Oryktognosie oder Handbuch für die Liebhaber der Mineralogie, Leipzig 1792 (Digitalisat)